# دون إيدي
دون إيدي (بالإنجليزية: Don Eddy)‏ هو لاعب كرة قاعدة أمريكي، ولد في 26 أكتوبر 1946 في ماسون سيتي في الولايات المتحدة، وتوفي في 10 أكتوبر 2018 بسبب سرطان البنكرياس.

## وصلات خارجية
- دون إيدي على موقعبيزبول رفرنس.كوم (الدوري الرئيسي) (الإنجليزية)
- دون إيدي على موقعبيزبول رفرنس.كوم (الدوري الثانوي) (الإنجليزية)